# Jules Philip van Oostrom
Jules Philip van Oostrom (Utrecht, 5 november 1920 – Leiderdorp, 22 maart 1993) was een neerlandicus, lexicograaf en historisch taalkundige, werkzaam aan het Woordenboek der Nederlandsche Taal (WNT), de toenmalige MO-B opleidingen te Rotterdam (Nutsacademie) en Utrecht (COCMA) en het Instituut De Vooys (Universiteit Utrecht).
Van Oostrom studeerde Nederlandse taal en letterkunde aan de Universiteit Utrecht, en was jarenlang werkzaam als lexicograaf bij het project Woordenboek der Nederlandse taal. Van 1973 tot 1985 was hij als wetenschappelijk medewerker historische taalkunde aangesteld bij de universiteit van Utrecht. Hij was onder andere gespecialiseerd in de Nederlandsche Historien van P.C. Hooft.
In 1985 verscheen een liber amicorum ter gelegenheid van zijn afscheid, in de vorm van een speciaal themanummer van Vooys, tijdschrift voor Utrechtse neerlandici. Dit liber amicorum bevat dertig bijdragen, onder anderen van Hans Anten, Bart Besamusca, Wim Gerritsen, Joost Kloek, Orlanda Lie, Frits van Oostrom, Riet Schenkeveld-van der Dussen en Henk Verkuyl.
Jules van Oostrom was een bescheiden neerlandicus, die de vader is van twee andere neerlandici: de bekende hoogleraar Frits van Oostrom en Marieke van Oostrom, redacteur bij uitgeverij Prometheus. De velen die van hem hebben lesgehad, roemen zijn fijnzinnige colleges en dito humor, ingebed in grote vakkundigheid.

## Publicaties
- J.Ph. van Oostrom, ‘Niet om ver-ADJ-en,’ in: P.C.A. van Putte & H.J. Verkuyl (red), Nieuwe tegenstellingen op Nederlands taalgebied, bundel B. van den Berg (= Ruyg-bewerp VIII), Utrecht 1978 pp. 75-82
- J.Ph. van Oostrom, 'Hooft gaet een werk aen: de vormgeving van het exordium van de Nederlandsche Historiën' in E.K. Grootes e.a. (red.), Uyt liefde geschreven: studies over Hooft (1981), pp. 205-214
- J.Ph. van Oostrom, ‘Van Bertine: gecalligrafeerd door Jet Matla’. In: Vooys, 1 (1982-1983) extra, pp. 31-32.
- J.Ph. van Oostrom, ‘Wat hebban olla vogala nu eigenlijk?’. In: Vooys, 2 (1983-1984) 2, pp. 20-21.
- J.Ph. van Oostrom, ‘Een soms handig streepje’. In: Vooys, 2 (1983-1984) 4, p. 11.
- J.Ph. van Oostrom, ‘Boekaankondiging’. In: Vooys, 2 (1983-1984) 4, p. 30.
- J.Ph. van Oostrom, ‘De dikke Van Dale’. In: Vooys, 3 (1984-1985) 1, pp. 37-39.
- J.Ph. van Oostrom, ‘Boekbeoordeling van Middelnederlandse versbouw en syntaxis’. In: De Nieuwe Taalgids 80 (1987), pp. 446-450.
- J.Ph. van Oostrom, ‘Van Dale Handwoordenboek van Hedendaags Nederlands,’. In: De Nieuwe Taalgids 82 (1989), p. 253.